# Гамильтон, Ганс, 4-й барон Холмпатрик
Ганс Джеймс Дэвид Гамильтон, 4-й барон Холмпатрик (англ. Hans James David Hamilton, 4th Baron HolmPatrick; 15 марта 1955, Великобритания — 21 марта 2024) — британский пэр и лейбористский политик.

## Биография
Родился 15 марта 1955 года. Старший сын Джеймса Ганса Гамильтона, 3-го барона Холмпатрика (1928—1991) и Анны Лойс Рош Брасс (? — 1999). 3-й лорд Холмпатрик был сыном Ганса Уэлсли Гамильтона, 2-го барона Холмпатрика (1886—1942) и леди Эдины Конингхэм (1888—1964), дочери Генри Конингема, 4-го маркиза Конингема (1857—1897). В свою очередь, 2-й лорд Холмпатрик был сыном Иона Транта Гамильтона, 1-го барона Холмпатрика (1839—1898) и леди Виктории Александрии Уэлсли (? — 1933). Она была дочерью придворного генерал-майора лорда Чарльза Уэлсли. Ее дед по отцовской линии был великим британским генералом Артур Уэлсли, 1-й герцог Веллингтон. Она также была старшей сестрой 3-го и 4-го герцогов Веллингтонов. В 1884 году она получила звание дочери герцога. Первый лорд Холмпатрик был депутатом парламента и ирландским гражданским лидером.
Ганс Гамильтон получил образование в школе Хэрроу.
19 июля 1984 года будущий лорд Холмпатрик женился на Джилл Франческе Энн дю Фе, дочери командира эскадрильи Кеннета Джеймса (Тоби) Хардинга. У них родился единственный сын:
- Достопочтенный Джеймс Ханс Стивен Гамильтон (родился 6 октября 1982 года) — он не может быть наследником баронства, так как не родился в законном браке.

Умер 21 марта 2024 года в возрасте 69 лет.

## Политическая карьера
Лорд Холмпатрик был лейбористским пэром до 1999 года, когда большинство наследственных пэров были удалены из Палаты лордов Законом Палаты лордов 1999 года. Лорд Холмпатрик не был ни одним из тех 15 наследственных пэров, избранных всей палатой, ни одним из тех 2 пэров, избранных лейбористской наследственной палатой. В 2003 году лорд Холмпатрик стал одним из лейбористов после смерти Майкла Милнера, 2-го барона Милнера из Лидса, но потерпел поражение от Кристофера Суэнсона-Тейлора, 3-го барона Гранчестера.